# Jessica Eye
Jessica Eye (Rootstown, 27 de julho de 1986) é uma lutadora norte-americana de artes marciais mistas, atualmente compete no peso-mosca feminino do Ultimate Fighting Championship.

## Começo da Vida
Jessica Eye nasceu em Rootstown, Ohio. Quando tinha 16 anos, um motorista bêbado atropelou Eye e seu pai Randy enquanto eles andavam na beira da estrada. Ela sofreu uma lesão nas costas, entre outras lesões, e ficou de cama por três meses. Ela credita esse incidente com a criação de seu caminho de sucesso nas artes marciais mistas. Ela se formou em 2005 na Rootstown High School e Maplewood Career Center.

## Carreira no MMA

### Começo da carreira
Eye fez sua estreia no MMA amador em Junho de 2008. Ela ficou invicta como amadora, vencendo cinco lutas no total e se tornando a primeira Campeã Mundial Feminina da NAAFS em 5 de dezembro de 2009.
Em junho de 2010, Eye fez sua estreia no MMA profissional. Ela venceu as primeiras três lutas e se tornou a Campeã Feminina de 130 lbs do Ring of Combat em 4 de Fevereiro de 2011.
Eye sofreu sua primeira derrota em 4 de Junho de 2011 em uma luta pelo Cinturão dos Moscas Feminino da NAAFS profissional contra Aisling Daly.

### Bellator MMA
Após sua primeira derrota profissional, Eye assinou com o Bellator MMA. Ela fez sua estreia em setembro de 2011, derrotando Casey Noland por decisão dividida no Bellator 51.
Após vencer duas lutas no NAAFS, Eye em seguida competiu no Bellator 66 em 20 de Abril de 2012. Ela originalmente era esperada para enfrentar Aisling Daly em uma revanche, mas Daly teve que sair da luta devido à uma infecção na orelha. Eye enfrentou Anita Rodriguez e a derrotou por decisão unânime.
Eye retornou ao NAAFS para enfrentar Angela Magana no evento principal do NAAFS: Rock N Rumble 6 em 17 de Agosto de 2012. Ela derrotou Magana por decisão unânime.
Em sua terceira luta no Bellator, Eye derrotou Zoila Frausto Gurgel no Bellator 83 em 7 de Dezembro de 2012, vencendo por finalização técnica com um triângulo de braço em pé com menos de um minuto de luta.
Eye enfrentaria Munah Holland no Bellator 95, em 4 de abril de 2013. Porém, Eye sofreu uma lesão nas costas durante a prática que a deixou temporariamente incapaz de andar e foi forçada a se retirar de uma luta pela primeira vez em sua carreira.
Em 1 de junho de 2013, Eye derrotou Carina Damm por decisão unânime no NAAFS: Fight Night in the Flats 9.
Junto com Jessica Aguilar, Eye foi demitida do Bellator em 13 de agosto de 2013 após a extinção da categoria feminina. Aguilar e Eye foram as últimas lutadoras femininas na lista do Bellator.

### Ultimate Fighting Championship
Em Agosto de 2013, Eye assinou com o Ultimate Fighting Championship (UFC), subindo para a divisão dos galos. A antecipação sobre sua estreia foi coberta pelo USA Today e FoxSports.com.
Em sua primeira luta na organização, Eye enfrentou Sarah Kaufman no UFC 166 em 19 de outubro de 2013. Ela venceu a luta por decisão dividida. O resultado da luta foi mudado para Sem Resultado em Fevereiro de 2014.
Eye enfrentou Alexis Davis em 22 de fevereiro de 2014 no UFC 170 e perdeu por decisão dividida.
Eye enfrentou Leslie Smith em 15 de novembro de 2014 no UFC 180. Após uma trocação franca entre as lutadoras no 1º e 2º round, Smith fica com parte da orelha seriamente machucada. A luta foi Paralisada pelos médicos, e Eye foi decretada a vencedora por nocaute técnico no 2º round.
Jessica enfrentou a ex-campeã do Strikeforce Miesha Tate em 25 de julho de 2015 no UFC on Fox: Dillashaw vs. Barão II e foi derrotada por decisão unânime.
Eye enfrentou Julianna Peña em 3 de outubro de 2015 no UFC 192. Ela foi derrotada por decisão unânime. Em seguida, foi derrotada novamente por decisão unânime, desta vez por Sara McMann, UFC Fight Night: Almeida vs. Garbrandt. No UFC 203, Jessica enfrentou Bethe Correia e foi derrotada por decisão dividida. Foi quarta derrota seguida de Jessica no UFC. 
No seu retorno ao peso-mosca, no UFC Fight Night: Stephens vs. Choi, Jessica encerrou sua sequência de derrotas. Em combate realizado no dia 14 de janeiro de 2018, Jessica derrotou a lutadora brasileira Kalindra Faria por decisão dividida.

## Cartel no MMA
| Cartel no MMA   |             |             |
| 27 lutas        | 15 vitórias | 11 derrotas |
| Por nocaute     | 3           | 1           |
| Por finalização | 1           | 1           |
| Por decisão     | 11          | 9           |
| No contest      | 1           | 1           |

| Res.    | Cartel    | Oponente             | Método                                         | Evento                                 | Data       | Round | Tempo | Local                     | Notas                                                    |  |
| ------- | --------- | -------------------- | ---------------------------------------------- | -------------------------------------- | ---------- | ----- | ----- | ------------------------- | -------------------------------------------------------- |  |
| Derrota | 15-11     | Maycee Barber        | Decisão (Unânime)                              | UFC 276: Adesanya vs. Cannonier        | 02/07/2022 | 3     | 5:00  | Las Vegas, Nevada         | Jessica Eye anuncia a aposentadoria do MMA.              |  |
| Derrota | 15-10 (1) | Jennifer Maia        | Decisão (unânime)                              | UFC 264: Poirier vs. McGregor 3        | 10/07/2021 | 3     | 5:00  | Las Vegas, Nevada         |                                                          |  |
| Derrota | 15-9 (1)  | Joanne Calderwood    | Decisão (unânime)                              | UFC 257: Poirier vs. McGregor 2        | 23/01/2021 | 3     | 5:00  | Abu Dhabi                 |                                                          |  |
| Derrota | 15-8 (1)  | Cynthia Calvillo     | Decisão (unânime)                              | UFC Fight Night: Eye vs. Calvillo      | 13/06/2020 | 5     | 5:00  | Las Vegas, Nevada         | Luta no Peso Casado (126.5 lbs); Eye não bateu o peso.   |  |
| Vitória | 15-7 (1)  | Viviane Araújo       | Decisão (unânime)                              | UFC 245: Usman vs. Covington           | 14/12/2019 | 3     | 5:00  | Las Vegas, Nevada         | Peso Casado (131 lbs); Eye não bateu o peso.             |  |
| Derrota | 14-7 (1)  | Valentina Shevchenko | Nocaute (chute na cabeça)                      | UFC 238: Cejudo vs. Moraes             | 08/06/2019 | 2     | 0:26  | Chicago, Illinois         | Pelo Cinturão Peso Mosca Feminino do UFC.                |  |
| Vitória | 14-6 (1)  | Katlyn Chookagian    | Decisão (dividida)                             | UFC 231: Holloway vs. Ortega           | 08/12/2018 | 3     | 5:00  | Toronto, Ontario          |                                                          |  |
| Vitória | 13-6 (1)  | Jessica Rose-Clark   | Decisão (unânime)                              | UFC Fight Night: Cowboy vs. Edwards    | 23/06/2018 | 3     | 5:00  | Kallang                   |                                                          |  |
| Vitória | 12-6 (1)  | Kalindra Faria       | Decisão (dividida)                             | UFC Fight Night: Stephens vs. Choi     | 14/01/2018 | 3     | 5:00  | St.Louis, Missouri        |                                                          |  |
| Derrota | 11-6 (1)  | Bethe Correia        | Decisão (dividida)                             | UFC 203: Miocic vs. Overeem            | 10/09/2016 | 3     | 5:00  | Cleveland, Ohio           |                                                          |  |
| Derrota | 11-5 (1)  | Sara McMann          | Decisão (unânime)                              | UFC Fight Night: Almeida vs. Garbrandt | 29/05/2016 | 3     | 5:00  | Las Vegas, Nevada         |                                                          |  |
| Derrota | 11-4 (1)  | Julianna Peña        | Decisão (unânime)                              | UFC 192: Cormier vs. Gustafsson        | 03/10/2015 | 3     | 5:00  | Houston, Texas            |                                                          |  |
| Derrota | 11-3 (1)  | Miesha Tate          | Decisão (unânime)                              | UFC on Fox: Dillashaw vs. Barão II     | 25/07/2015 | 3     | 5:00  | Chicago, Illinois         | Pela vaga de desafiante n°1.                             |  |
| Vitória | 11–2 (1)  | Leslie Smith         | Nocaute Técnico (interrupção médica)           | UFC 180: Velasquez vs. Werdum          | 15/11/2014 | 2     | 1:30  | Cidade do México          |                                                          |  |
| Derrota | 10-2 (1)  | Alexis Davis         | Decisão (dividida)                             | UFC 170: Rousey vs. McMann             | 22/02/2014 | 3     | 5:00  | Las Vegas, Nevada         |                                                          |  |
| NC      | 10–1 (1)  | Sarah Kaufman        | Sem Resultado (mudado pela TSAC)               | UFC 166: Velasquez vs. dos Santos III  | 19/10/2013 | 3     | 5:00  | Houston, Texas            | Originalmente vitória por decisão; Falhou no antidoping. |  |
| Vitória | 10–1      | Carina Damm          | Decision (unânime)                             | NAAFS: Fight Night in the Flats 9      | 01/06/2013 | 3     | 5:00  | Cleveland, Ohio           | Luta no Peso Casado.                                     |  |
| Vitória | 9–1       | Zoila Frausto Gurgel | Finalização Técnica (triângulo de braço em pé) | Bellator 83                            | 07/12/2012 | 1     | 0:58  | Atlantic City, New Jersey |                                                          |  |
| Vitória | 8–1       | Angela Magana        | Decisão (unânime)                              | NAAFS: Rock N Rumble 6                 | 17/08/2012 | 3     | 5:00  | Cleveland, Ohio           |                                                          |  |
| Vitória | 7–1       | Anita Rodriguez      | Decisão (unânime)                              | Bellator 66                            | 20/04/2012 | 3     | 5:00  | Cleveland, Ohio           |                                                          |  |
| Vitória | 6–1       | Kelly Warren         | Decisão (unânime)                              | NAAFS: Caged Vengeance 10              | 18/02/2012 | 3     | 5:00  | Cleveland, Ohio           |                                                          |  |
| Vitória | 5–1       | Jennifer Scott       | Decisão (unânime)                              | NAAFS: Night of Champions 2011         | 23/11/2011 | 3     | 5:00  | Canton, Ohio              |                                                          |  |
| Vitória | 4–1       | Casey Noland         | Decisão (dividida)                             | Bellator 51                            | 24/09/2011 | 3     | 5:00  | Canton, Ohio              |                                                          |  |
| Derrota | 3–1       | Aisling Daly         | Finalização (mata leão)                        | NAAFS: Fight Night in the Flats 7      | 04/06/2011 | 2     | 4:00  | Cleveland, Ohio           | Pelo Título Peso Mosca Feminino do NAAFS.                |  |
| Vitória | 3–0       | Ashley Nee           | Nocaute Técnico (socos)                        | Ring of Combat 34                      | 04/02/2011 | 1     | 4:34  | Atlantic City, New Jersey | Ganhou o Título Feminino de 130 lbs do ROC.              |  |
| Vitória | 2–0       | Marissa Caldwell     | Decisão (unânime)                              | NAAFS: Eve of Destruction 1            | 18/09/2010 | 3     | 5:00  | Akron, Ohio               |                                                          |  |
| Vitória | 1–0       | Amanda LaVoy         | Nocaute Técnico (cotoveladas)                  | NAAFS: Fight Night in the Flats 6      | 05/06/2010 | 2     | 3:18  | Cleveland, Ohio           |                                                          |  |